# Arvid Fredborg

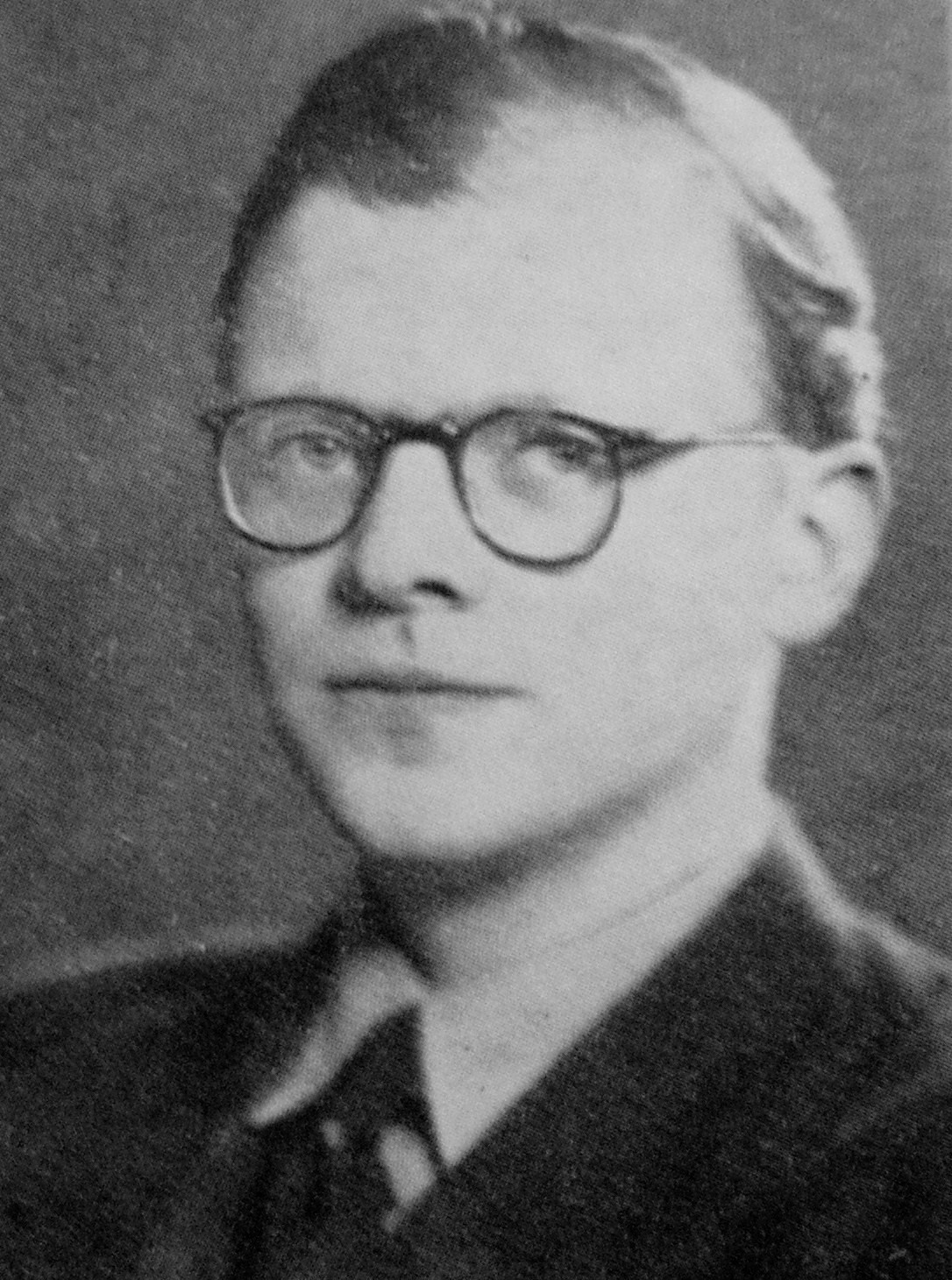
Arvid Fredborg

Arvid Fredborg (* 8. Oktober 1915; † 4. Januar 1996) war ein schwedischer Journalist und außenpolitischer Berater.
Von Februar 1941 bis Mai 1943 ist Fredborg Korrespondent des Svenska Dagbladet in Berlin und macht sich einen Namen mit der Schilderung seiner Eindrücke vom Bombenkrieg über Deutschland. Nach dem Krieg lebt er bis 1959 in Köln-Marienburg, bevor er nach Wien umzieht, wo er als außenpolitischer Berater fungiert.
Seit Anfang der fünfziger Jahre zählt er zu den aktivsten Mitgliedern des Europäischen Dokumentations- und Informationszentrums (CEDI). In enger Zusammenarbeit mit dem CEDI gründet er 1961 das Institut d’Études Politiques mit Sitz in Vaduz, später in Bendern (Liechtenstein). Dieses Institut entwickelt sich zu einem wichtigen internationalen Treffpunkt außenpolitischer Berater aus dem konservativen Milieu.